# Pouilly-en-Auxois
Pour les articles homonymes, voir Pouilly.
Pouilly-en-Auxois [puji ɑ̃.n‿o(k)swa] est une commune française située dans le canton d'Arnay-le-Duc du département de la Côte-d'Or, en région Bourgogne-Franche-Comté.

## Géographie
Pouilly-en-Auxois se trouve à environ 40 km de Dijon, 195 km de Lyon et 275 km de Paris.
Souvent indiqué comme point de partage des eaux entre Seine, Loire et Rhône, ce point se trouve en fait sur la commune adjacente de Meilly-sur-Rouvres.
Pouilly-en-Auxois est le siège de la communauté de communes de Pouilly-en-Auxois et Bligny-sur-Ouche.

### Communes limitrophes
| - OpenStreetMap Limite communale |

### Climat
Pour des articles plus généraux, voir Climat de la Bourgogne-Franche-Comté et Climat de la Côte-d'Or.
En 2010, le climat de la commune est de type climat des marges montargnardes, selon une étude du Centre national de la recherche scientifique s'appuyant sur une série de données couvrant la période 1971-2000. En 2020, Météo-France publie une typologie des climats de la France métropolitaine dans laquelle la commune est exposée à un climat océanique altéré et est dans la région climatique  Lorraine, plateau de Langres, Morvan, caractérisée par un hiver rude (1,5 °C), des vents modérés et des brouillards fréquents en automne et hiver. 
Pour la période 1971-2000, la température annuelle moyenne est de 9,7 °C, avec une amplitude thermique annuelle de 16,4 °C. Le cumul annuel moyen de précipitations est de 888 mm, avec 13,2 jours de précipitations en janvier et 8,1 jours en juillet. Pour la période 1991-2020, la température moyenne annuelle observée sur la station météorologique installée sur la commune est de 10,7 °C et le cumul annuel moyen de précipitations est de 859,1 mm,. Pour l'avenir, les paramètres climatiques de la commune estimés pour 2050 selon différents scénarios d'émission de gaz à effet de serre sont consultables sur un site dédié publié par Météo-France en novembre 2022.
| Mois                                  | jan.             | fév.           | mars           | avril         | mai             | juin          | jui.          | août          | sep.            | oct.            | nov.             | déc.           | année      |
| ------------------------------------- | ---------------- | -------------- | -------------- | ------------- | --------------- | ------------- | ------------- | ------------- | --------------- | --------------- | ---------------- | -------------- | ---------- |
| Température minimale moyenne (°C)     | −0,3             | −0,2           | 2,2            | 4,6           | 8,5             | 11,8          | 13,6          | 13,4          | 10              | 7               | 2,9              | 0,4            | 6,2        |
| Température moyenne (°C)              | 2,6              | 3,5            | 6,8            | 9,9           | 13,7            | 17,3          | 19,4          | 19,2          | 15,3            | 11,2            | 6,3              | 3,3            | 10,7       |
| Température maximale moyenne (°C)     | 5,6              | 7,1            | 11,5           | 15,1          | 18,9            | 22,8          | 25,2          | 25,1          | 20,6            | 15,5            | 9,6              | 6,1            | 15,3       |
| Record de froid (°C) date du record   | −13,7 04.01.1993 | −14,5 05.02.12 | −15,2 01.03.05 | −4,8 04.04.22 | −0,7 15.05.1995 | 1,3 04.06.01  | 5,2 14.07.04  | 4,3 26.08.18  | −0,7 30.09.1995 | −5,8 31.10.1997 | −10,7 23.11.1993 | −18,2 20.12.09 | −18,2 2009 |
| Record de chaleur (°C) date du record | 18,6 26.01.16    | 22,8 27.02.19  | 24 31.03.21    | 27,2 26.04.07 | 30,5 24.05.09   | 37,8 27.06.19 | 39,1 24.07.19 | 39,2 12.08.03 | 34 08.09.23     | 29,3 09.10.23   | 21,3 07.11.15    | 15,7 05.12.06  | 39,2 2003  |
| Précipitations (mm)                   | 71,5             | 55,6           | 58,6           | 68,1          | 84,8            | 70,7          | 72,1          | 66            | 67,4            | 80,2            | 86,2             | 77,9           | 859,1      |

## Urbanisme

### Typologie
Au 1er janvier 2024, Pouilly-en-Auxois est catégorisée bourg rural, selon la nouvelle grille communale de densité à 7 niveaux définie par l'Insee en 2022.
Elle est située hors unité urbaine et hors attraction des villes,.

### Occupation des sols
L'occupation des sols de la commune, telle qu'elle ressort de la base de données européenne d’occupation biophysique des sols Corine Land Cover (CLC), est marquée par l'importance des territoires agricoles (71,5 % en 2018), en diminution par rapport à 1990 (73 %). La répartition détaillée en 2018 est la suivante : prairies (46,7 %), terres arables (18,6 %), zones urbanisées (12,8 %), zones industrielles ou commerciales et réseaux de communication (8,8 %), forêts (7 %), zones agricoles hétérogènes (6,2 %). L'évolution de l’occupation des sols de la commune et de ses infrastructures peut être observée sur les différentes représentations cartographiques du territoire : la carte de Cassini (XVIIIe siècle), la carte d'état-major (1820-1866) et les cartes ou photos aériennes de l'IGN pour la période actuelle (1950 à aujourd'hui).

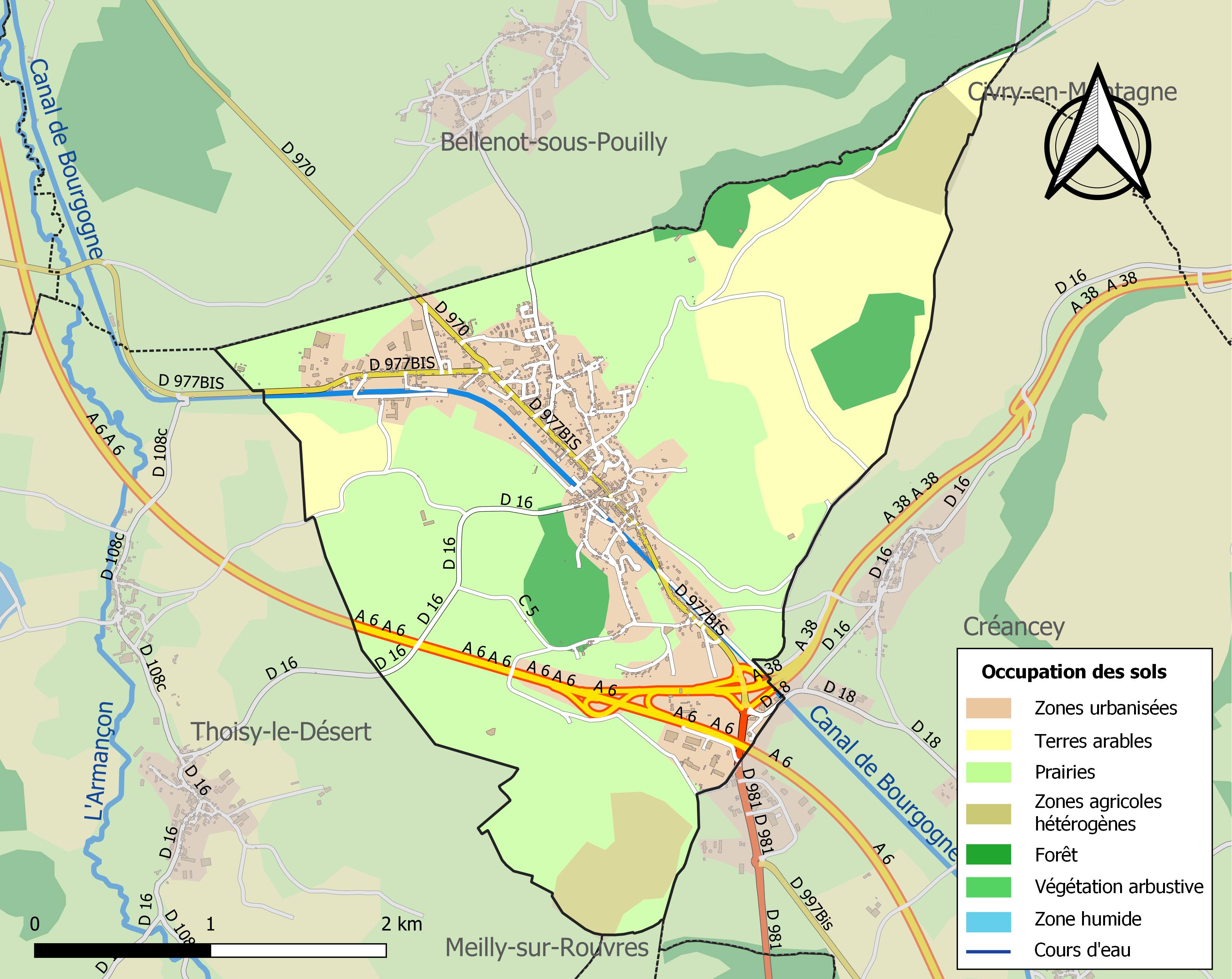
Carte des infrastructures et de l'occupation des sols de la commune en 2018 (CLC).

## Transports
La commune est accessible par l'échangeur de Pouilly-en-Auxois des autoroutes A6 et A38, barreau reliant Dijon à l'A6.

## Histoire
L'agglomération de Pouilly, située à l'origine sur la hauteur, fut peu à peu rebâtie dans la vallée à partir du XVIe siècle, lorsque murailles et châteaux édifiés par les ducs de Bourgogne eurent perdu toute leur efficacité militaire.
Au cours de la période révolutionnaire de la Convention nationale (1792-1795), la commune a porté le nom abrégé de Pouilly puis de Pouilly-en-Montagne.
Une gare ferroviaire a fonctionné sur la commune de 1891 à 1953 située sur la ligne d'Êpinac-les-mines à Pouillenay.
En 1969, le maire Pierre Bordereau inaugure avec le président Georges Pompidou le tronçon de l'autoroute A6 Avallon-Pouilly.
À partir de février 2015, la commune est désignée pour l'implantation permanente d'un centre d'accueil de demandeurs d'asile de soixante à quatre-vingts migrants, initialement venus de la « jungle de Calais » puis ouvert aux familles en instance d'asile.

## Politique et administration

### Tendances politiques et résultats
La commune vote à droite et à l'extrême droite pour les scrutins européens et nationaux, présidentielles, législatives, et vote à gauche s'agissant des élections locales, municipales, départementales, régionales. Cependant depuis 2012, toutes les dernières élections locales ont mis en tête dans la commune les listes de droite LR et du RN (ex-FN), à l'exception des municipales.

### Liste des maires
| Période                                  | Période   | Identité               | Étiquette | Qualité                                                       |
| ---------------------------------------- | --------- | ---------------------- | --------- | ------------------------------------------------------------- |
| 1870                                     | 1884      | Jacques Cunisset       | -         | Médecin, conseiller général, chevalier de la Légion d'honneur |
| mars 1965                                | mars 1971 | Pierre Bordereau       | -         | Docteur vétérinaire                                           |
| mars 1971                                | mars 2001 | Jean-Claude Patriarche | -         | Caviste                                                       |
| mars 2001                                | mars 2014 | Monique Garnier        |           | Infirmière                                                    |
| mars 2014                                | mai 2020  | Bernard Milloir        |           | Retraité du secteur bancaire                                  |
| mai 2020                                 | En cours  | Eric Piesvaux          |           | Notaire                                                       |
| Les données manquantes sont à compléter. |           |                        |           |                                                               |

## Démographie
L'évolution du nombre d'habitants est connue à travers les recensements de la population effectués dans la commune depuis 1793. Pour les communes de moins de 10 000 habitants, une enquête de recensement portant sur toute la population est réalisée tous les cinq ans, les populations de référence des années intermédiaires étant quant à elles estimées par interpolation ou extrapolation. Pour la commune, le premier recensement exhaustif entrant dans le cadre du nouveau dispositif a été réalisé en 2004.

En 2022, la commune comptait 1 554 habitants, en évolution de +7,47 % par rapport à 2016 (Côte-d'Or : +0,82 %, France hors Mayotte : +2,11 %).
| 1793 | 1800 | 1806 | 1821 | 1831  | 1836  | 1841  | 1846  | 1851  |
| ---- | ---- | ---- | ---- | ----- | ----- | ----- | ----- | ----- |
| 685  | 661  | 630  | 636  | 1 162 | 1 100 | 1 136 | 1 177 | 1 163 |

| 1856  | 1861  | 1866  | 1872  | 1876  | 1881  | 1886  | 1891  | 1896  |
| ----- | ----- | ----- | ----- | ----- | ----- | ----- | ----- | ----- |
| 1 052 | 1 065 | 1 056 | 1 090 | 1 166 | 1 190 | 1 160 | 1 182 | 1 120 |

| 1901  | 1906  | 1911  | 1921  | 1926  | 1931  | 1936  | 1946 | 1954  |
| ----- | ----- | ----- | ----- | ----- | ----- | ----- | ---- | ----- |
| 1 145 | 1 201 | 1 172 | 1 004 | 1 087 | 1 097 | 1 042 | 938  | 1 028 |

| 1962  | 1968  | 1975  | 1982  | 1990  | 1999  | 2004  | 2006  | 2009  |
| ----- | ----- | ----- | ----- | ----- | ----- | ----- | ----- | ----- |
| 1 046 | 1 136 | 1 198 | 1 396 | 1 372 | 1 502 | 1 438 | 1 447 | 1 540 |

| 2014  | 2019  | 2022  | - | - | - | - | - | - |
| ----- | ----- | ----- | - | - | - | - | - | - |
| 1 470 | 1 537 | 1 554 | - | - | - | - | - | - |

## Culture locale et patrimoine

### Lieux et monuments
- Institut du Canal, petit musée réalisé en 2005 pour le compte de la Communauté de communes de l'Auxois Sud par les architectes Shigeru Ban et son associé Jean de Gastines
- Halle du Toueur, structure des architectes Shigeru Ban et Jean de Gastines pour protéger un toueur (bateau).
- La Chapelle Notre-Dame-Trouvée : Sur la butte Saint-Pierre, l'église Notre-Dame Trouvée, bâtie aux XIIIe et XIVe siècles resta jusqu'au milieu du XIXe siècle le centre de la vie spirituelle de la paroisse. Elle fut ensuite reléguée au rôle de chapelle de cimetière lorsqu'on édifia un nouveau sanctuaire au cœur du village en 1868. Le qualificatif de « trouvée » serait dû à la découverte légendaire d'une statue intacte de la Vierge dans les cendres d'une construction dévastée par les Normands. En fait, la chapelle abritait une Vierge noire qui daterait du XIIe siècle. Cette Vierge a été volée en 1980. La chapelle conserve toujours une mise au tombeau composée de 10 statues de pierre (datée de 1521); c'est un bel exemple de style bourguignon influencé par la renaissance italienne mais aussi par l'héritage germanique. Cette sculpture est particulièrement émouvante et pathétique dans l'angle faiblement éclairé par un vitrail de la petite chapelle.
- La Croix de Pouilly-en-Auxois, attenante à la chapelle Notre-Dame, avec sa chaire à prêcher accolée.
- La voûte du canal de Bourgogne, tunnel de 3 333 m.
- Ville fleurie : deux fleurs.

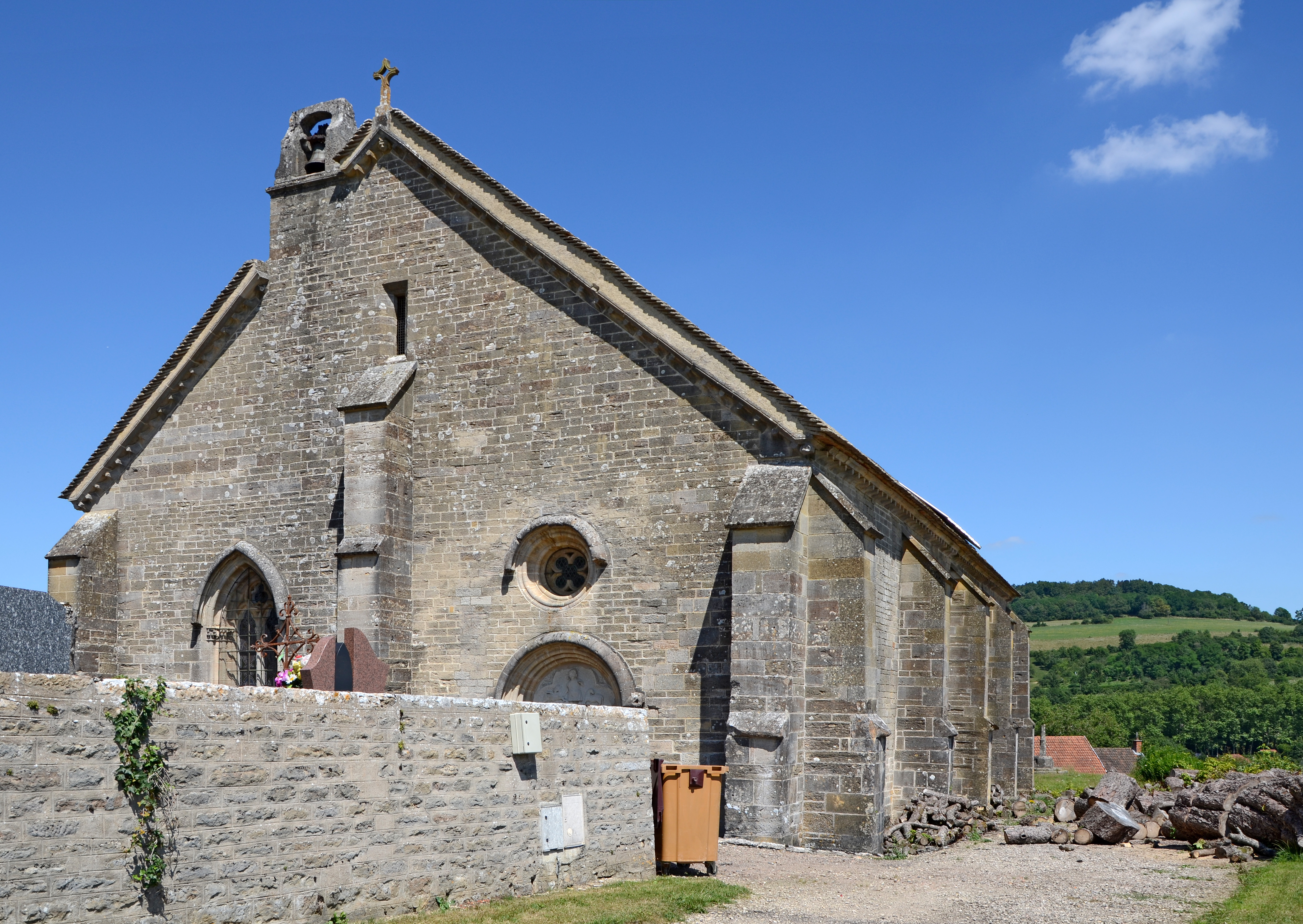
La chapelle Notre-Dame Trouvée
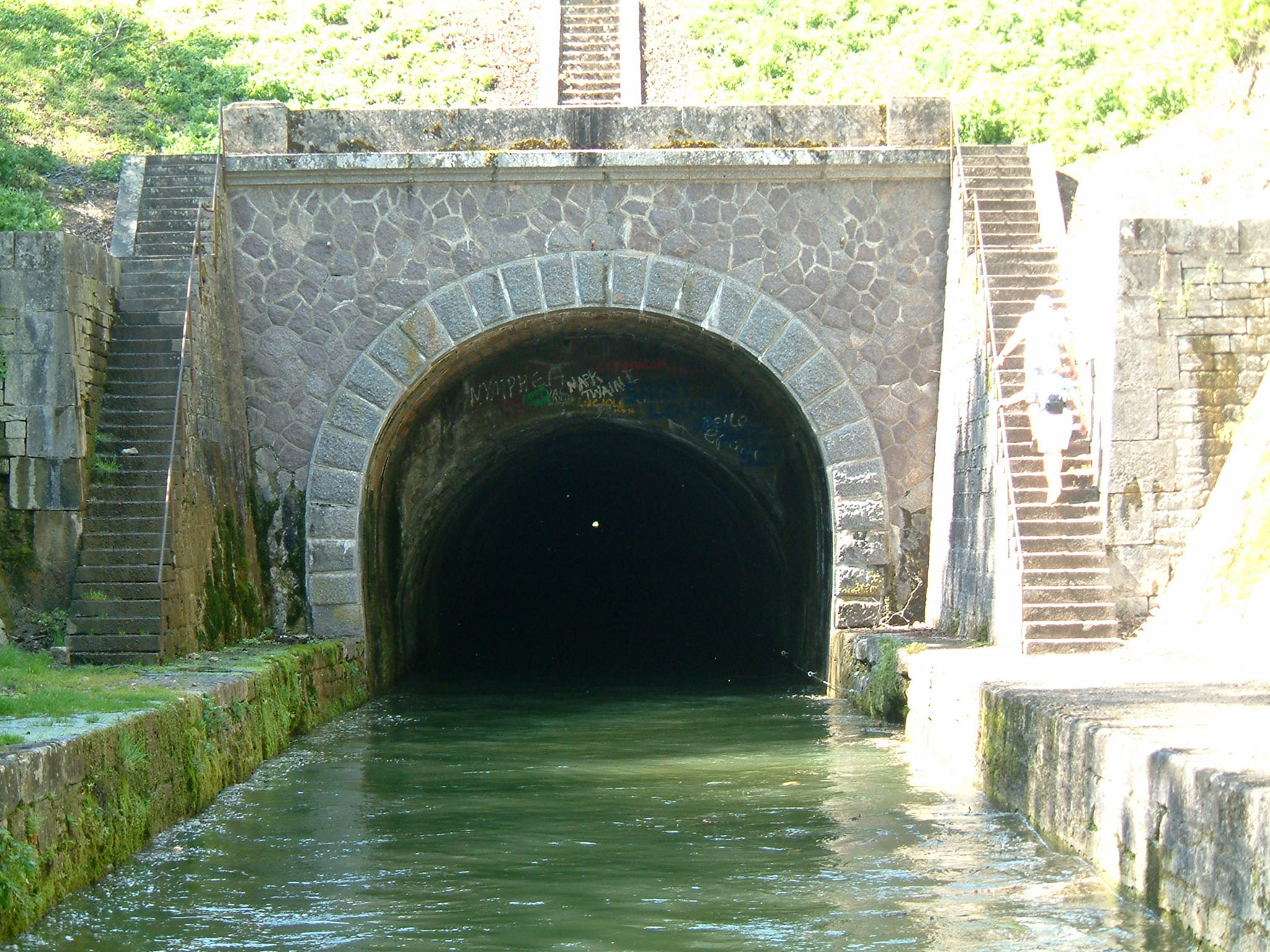
Tunnel (voûte) du canal de Bourgogne à Pouilly-en-Auxois
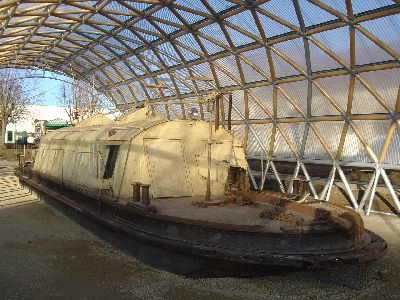
Ancien toueur électrique du canal de Bourgogne, exposé à Pouilly-en-Auxois, sous la halle conçue par les architectes associés Shigeru Ban et Jean de Gastines

### Personnalités liées à la commune
- Claude Batault (1716-1793), magistrat et homme politique, député de la Côte-d'Or à l'Assemblée nationale législative.
- Joseph Godard-Barive (1752-1834), homme politique né à Pouilly-en-Auxois, député de la Côte-d'Or au Conseil des Cinq-Cents.
- Gérard Piogey (1820-1894), médecin de Baudelaire et Banville, et collectionneur.
- Paul Cunisset-Carnot (1849-1919), haut-magistrat, avocat, homme politique, militaire, écrivain ainsi que commandeur de la Légion d'honneur. Son père Jacques Cunisset, chevalier de la Légion d'honneur, était maire de Pouilly-en-Auxois et conseiller général.
- Claude Chauveau (1861-1940) homme politique né et mort à Pouilly-en-Auxois. Ministre de l'Agriculture du 20 février au 3 juin 1932 dans le troisième gouvernement André Tardieu.
- François Patriat (1943), homme politique, sénateur, ayant exercé la profession de vétérinaire à Pouilly-en-Auxois.

### Héraldique
| Blason | Blasonnement : Parti d'or et d'azur aux deux chevrons ondés l'un en l'autre, à la bordure de gueules. |